# Râul Tulnic
Râul Tulnic este un curs de apă, afluent al râului Runc. 

## Hărți
- Harta județului Suceava